# Верхньобузулукська сільська рада
Верхньобузулу́кська сільська рада (рос. Верхнебузулукский сельский совет) — сільське поселення у складі Тоцького району Оренбурзької області Росії.
Адміністративний центр — селище Верхньобузулукський.

## Населення
Населення — 495 осіб (2019; 674 в 2010, 927 у 2002).

## Склад
До складу сільської ради входять:
| Населений пункт             | Населення, осіб (2002) | Населення, осіб (2010) |
| --------------------------- | ---------------------- | ---------------------- |
| Біккулово, село             | 70                     | 37                     |
| Верхньобузулукський, селище | 436                    | 379                    |
| Загор'є, селище             | 93                     | 24                     |
| Некрасовський, селище       | 164                    | 125                    |
| Рябинний, селище            | 164                    | 109                    |